# Volrad von Plessen

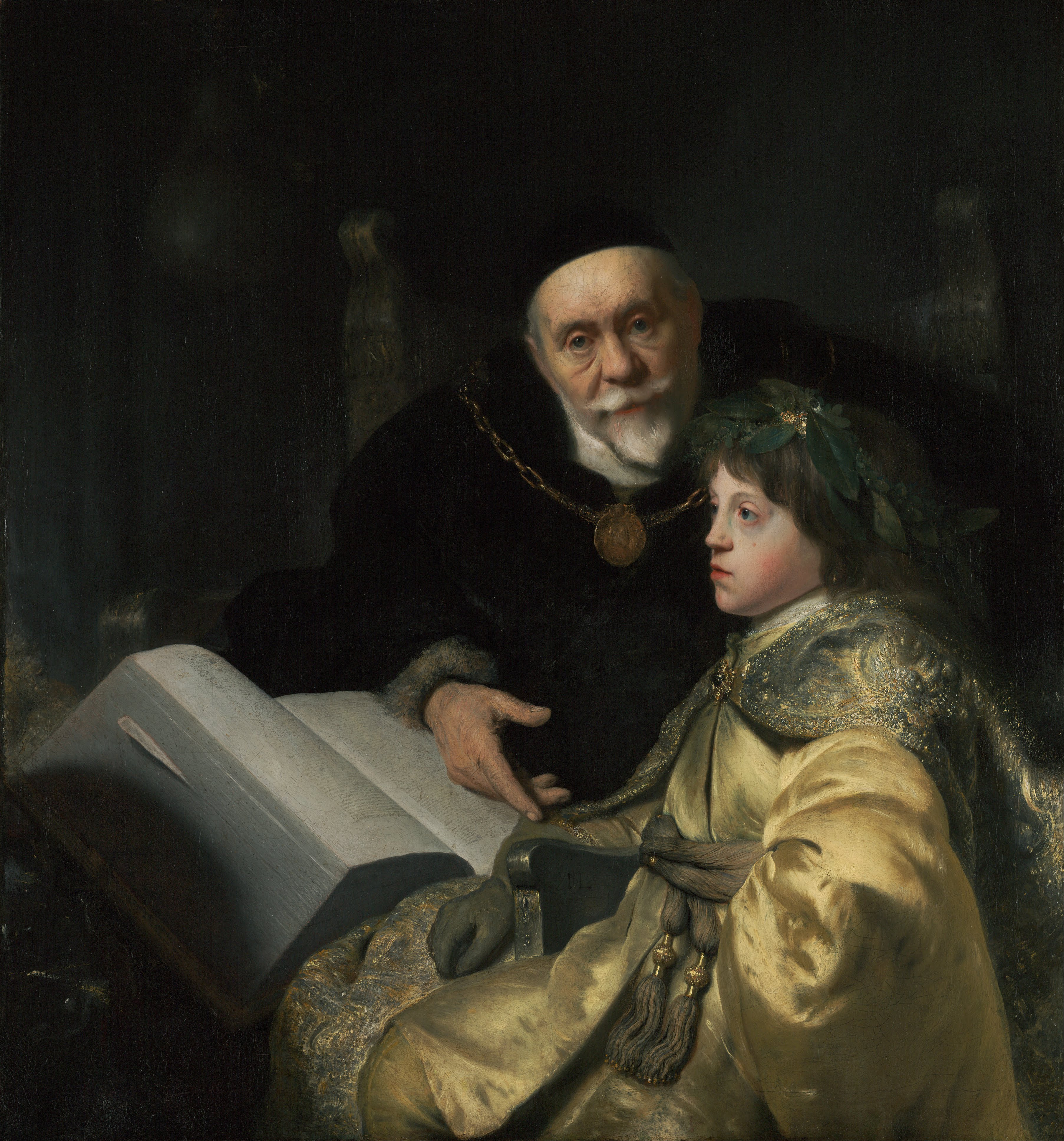
Volrad von Plessen als Lehrer des Prinzen Karl Ludwig (Gemälde von Jan Lievens, 1631)

Volrad von Plessen (* Mai 1560; † 10. September 1631 in Leiden, Holland) war ein kurpfälzischer Geheimer Rat und Staatsminister.

## Abstammung
Volrad von Plessen wurde 1560 geboren als Sohn des mecklenburgischen Gutsbesitzers Daniel von Plessen (* um 1530; † 15. März 1598 auf seinem Gut Steinhausen) und der Magarethe von Plessen, geb. von Krosigk († 1625 in Parin an der Pest).

## Beruflicher Werdegang
Von Plessen war an der Universität Greifswald und ab 1578 an der Universität Heidelberg immatrikuliert. Im Jahre 1578 wurde er Kurpfälzer Rat und Kammerjunker. Später wurde er zum Ober- und Geheimen Rat und Staatsminister berufen. Unter anderem wurde er kurpfälzischer Gesandter am französischen Königshof. Volrad von Plessen begleitete Kurfürst Friedrich V. von der Pfalz ins holländische Exil. Bekannt wurde er auch als Verfasser politischer Schriften u. a. „Die Restitution des Churhauses Pfaltz“ (1629). Während seiner Zeit in Holland wurde er zum Lehrmeister (Tutor) des Prinzen Karl Ludwig.

## Familie und Tod
Im Jahre 1595 heiratete Volrad von Plessen Kunigundis Charlotte von Leefdael, die Tochter des Christopher von Leefdael und der Mathilde von Schoonhoven. Charlotte starb im Alter von 31 Jahren; ihr schöner Renaissance-Epitaph ist heute im Chor der Heidelberger Peterskirche zu finden. In zweiter Ehe war Volrad von Plessen nach 1627 mit Sibilla von Kettler vermählt. Er wurde in Leiden an der St.-Pankras-Kirche beigesetzt. Dort befindet sich noch heute sein Grabstein in gepflegtem Zustand.